# Клишковецкая сельская община
Клишковецкая сельская община (укр. Клішковецька сільська громада) — территориальная община в Днестровском районе Черновицкой области Украины.
Административный центр — село Клишковцы.
Население составляет 14734 человек. Площадь — 210,1 км².
В соответствии с распоряжением Кабинета Министров Украины от 12 июня 2020 года, в состав общины вошла территория Клишковецкого, Малинецкого, Перебыковецкого, Полянского, Рухотинского, Санковецкого и Шиловецкого сельских советов упразднённого Хотинского района

## Населённые пункты
В состав общины входит 12 сёл:
- Клишковцы
- Малинецкий старостинский округ:
  - Малинцы
- Перебыковецкий старостинский округ:
  - Зелёная Липа
  - Перебыковцы
- Полянский старостинский округ:
  - Млынки
  - Поляна
- Рухотинский старостинский округ:
  - Блыщадь
  - Гринячка
  - Корнешты
  - Рухотин
- Санковецкий старостинский округ:
  - Санковцы
- Шиловецкий старостинский округ:
  - Шиловцы